# Peter C. Gøtzsche

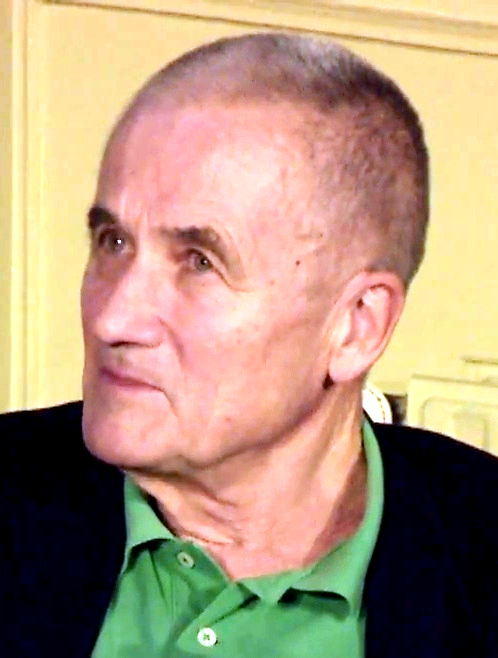
Peter C. Gøtzsche (Oktober 2018)

 Peter Christian Gøtzsche (* 26. November 1949 in Naestved) ist ein dänischer Medizinforscher und war Direktor des Nordic Cochrane Centers am Rigshospitalet in Kopenhagen, Dänemark. Gøtzsche wurde 2010 an der Universität Kopenhagen zum Professor für klinisches Forschungsdesign und Analyse ernannt. Er war 1993 Mitbegründer der Cochrane Collaboration und hat als solcher zahlreiche Bewertungen verfasst.

## Leben
Peter C. Gøtzsche schloss 1974 sein Studium der Biologie und Chemie mit einem Master of Science ab und studierte bis 1984 Medizin. Er ist Facharzt für Innere Medizin und war von 1975 bis 1983 in der Arzneimittelindustrie und von 1984 bis 1995 in Krankenhäusern in Kopenhagen mit klinischen Studien und Zulassungsfragen befasst. Zusammen mit etwa 80 anderen Personen hat er 1993 zusammen mit dem Gründer Sir Iain Chalmers die Cochrane Collaboration ins Leben gerufen und im selben Jahr das Nordic Cochrane Centre gegründet. Seit 2010 ist er Professor für Design und Analyse klinischer Forschung an der Universität Kopenhagen. Im Jahr 2017 wurde er in das Cochrane Governing Board, das oberste Gremium der Cochrane Collaboration, gewählt. Er ist Mitglied mehrerer Gruppen, die Leitlinien für eine gute Berichterstattung in der Forschung herausgeben, und hat CONSORT für randomisierte Studien, STROBE für Beobachtungsstudien und SPIRIT für Studienprotokolle mitverfasst. Er war einer der Redakteure der Cochrane Methodology Review Group 1997–2014.

## Forschung
Aufgrund seiner Forschungen folgerte Gøtzsche, dass Placebos im Vergleich zu gar keiner Behandlung nur einen geringen Effekt haben. Weiterhin folgerte er, dass viele Meta-Analysen unter Datenextraktions-Fehlern leiden würden. Bei der Auswertung der Daten bemerkte die dänische Forschergruppe um Gøtzsche, dass in den Protokollen nachweislich vorhandene Daten in den Veröffentlichungen der Studien in erheblichem Maß nicht wiedergegeben worden seien.
Er und seine Mitautoren haben die Forschungsmethoden und Interpretationen anderer Wissenschaftler scharf kritisiert, z. B. in Meta-Analysen bzgl. Placebos.
Gøtzsche hat auch die Meta-Analysen selbst, die redaktionelle Unabhängigkeit medizinischer Fachzeitschriften und das medizinische Ghostwriting kommentiert.
Auch im Zusammenhang mit seiner Kritik des Mammographie-Screenings veröffentlichte Götzsche diesbezüglich 2013 sein Buch Deadly Medicines and Organised Crime: How Big Pharma has Corrupted Healthcare (deutsche Übersetzung: Tödliche Medizin und organisierte Kriminalität: Wie die Pharmaindustrie unser Gesundheitswesen korrumpiert, 2014).

## Kritik des Mammographie-Screenings
Gøtzsche kritisierte Mammographie-Screenings zur Erkennung von Brustkrebs, indem er argumentierte, dass dieses nicht gerechtfertigt werden könne; seine Kritik hat einen Meinungsstreit ausgelöst. Seine Kritik stammt von einer Meta-Analyse, die er hinsichtlich von Mammographie-Screeningstudien durchführte und unter dem Titel Is screening for breast cancer with mammography justifiable? (zu deutsch: „Ist Brustkrebs-Screening mittels einer Mammographie vertretbar?“) im Jahr 2000 im Fachmagazin The Lancet veröffentlichte. Darin verwarf er sechs von acht Studien und argumentierte, dass deren Randomisierung (vgl. Randomisierte kontrollierte Studie, ein Qualitätskriterium von Studien) ungenügend war.
2006 wurde ein Papier Gøtzsches bzgl. Mammographie-Screenings im European Journal of Cancer elektronisch publiziert, noch vor dem Druck. Das Fachmagazin entfernte das Dokument später komplett von seiner Webseite, ohne irgendeine formelle Rücknahme, wie sonst üblich. Das Papier war später im Danish Medical Bulletin publiziert, mit einer kurzen Mitteilung vom Herausgeber,
und Gøtzsche und seine Mitautoren kommentierten bzgl. der einseitigen Rücknahme im European Journal of Cancer, dass die Autoren darin nicht involviert waren.
2012 veröffentlichte Gøtzsche Mammography Screening: Truth, Lies and Controversy (zu deutsch: „Mammographie-Screening: Wahrheit, Lügen und Meinungsstreit“).

## Kritik an SSRI-Antidepressiva
Gøtzsche kritisierte 2014 im Guardian den ausgedehnten Gebrauch von SSRI-Antidepressiva.

## Kritik an Reviews zur HPV-Impfung
Im November 2015 gab die Europäische Arzneimittel-Agentur (EMA) bekannt, dass sie HPV-Impfstoffe in einem Review untersucht habe, bei dem geprüft wurde, ob zwei selten im Zusammenhang mit der Impfung berichtete unerwünschte Wirkungen, das komplexe regionale Schmerzsyndrom (Complex Regional Pain Syndrome, CRPS) und das posturale orthostatische Tachykardiesyndrom (POTS), bei geimpften Frauen häufiger auftreten als bei ungeimpften. Die Auswertung ergab, dass die im zeitlichen Zusammenhang mit HPV-Impfungen beobachteten Melderaten dieser Erkrankungen der erwarteten Häufigkeit des Auftretens in der untersuchten Altersgruppe (weibliche Jugendliche im Alter von 10 bis 17 Jahren) entspreche und sich somit kein Hinweis auf einen Zusammenhang ergebe.
Im Dezember 2015 publizierte die dänische Wissenschaftlerin Louise Brinth eine Kritik an diesem Review. Gøtzsche reichte daraufhin im Mai 2016 eine formelle Beschwerde zu dem offiziellen Beurteilungsbericht der EMA ein.
2018 beurteilte ein Cochrane-Review die Impfung als wirksam und sicher. Dieses Review wurde von Gøtzsche und seinen Kollegen ebenfalls kritisiert.

## Ausschluss aus der Cochrane Organisation
Am 26. September 2018 wurde Gøtzsche aus der Cochrane Organisation ausgeschlossen und seine Mitarbeit im Führungsgremium beendet, in das er 2017 gewählt worden war. Daraufhin verließen vier gewählte Führungsmitglieder das Gremium unter Protest ebenfalls und zwei ernannte Mitglieder wurden aus Paritätsgründen entlassen. Als Grund seiner Entlassung wurde primär „fortgesetztes schlechtes Benehmen, welches nicht mit den Prinzipien und der Steuerung von Cochrane vereinbar sei […]“ angegeben. Gøtzsche beklagt hingegen, dass Cochranes „wachsende top-down autoritäre Kultur  und ein mehr und mehr kommerzielles Geschäftsmodell […] die wissenschaftliche, moralische und soziale Ziele der Organisation bedrohen“. Gerd Antes von Cochrane Deutschland sieht die Situation als eine „Governance-Krise“, die nach Transparenz rufe und gemeistert werden könne mit „strikte[r] Orientierung an den Zielen und Grundprinzipien von Cochrane.“

## Buchveröffentlichungen
- mit Henrik R. Wulff: Rational Diagnosis and Treatment: Evidence-Based Clinical Decision-Making. 4. Auflage. Wiley, Chichester 2007, ISBN 978-0-470-51503-7. (Auflage 1+2 nur von Wulff; 1.–3. Auflage. Blackwell, Oxford 2000.)
- Mammography Screening: Truth, Lies and Controversy. Radcliffe, London 2012, ISBN 978-1-84619-585-3.
- Deadly Medicines and Organised Crime: How Big Pharma Has Corrupted Healthcare. Radcliffe, London 2013, ISBN 978-1-84619-884-7.
  - deutsch: Tödliche Medizin und organisierte Kriminalität: Wie die Pharmaindustrie unser Gesundheitswesen korrumpiert. Riva, München 2014, ISBN 978-3-86883-438-3.
- Deadly Psychiatry and Organised Denial. People's Press. London 2015. ISBN 978-87-7159-623-6.
  - deutsch: Tödliche Psychopharmaka und organisiertes Leugnen: Wie Ärzte und Pharmaindustrie die Gesundheit der Patienten vorsätzlich aufs Spiel setzen. Riva, München 2016, ISBN 978-3-86883-756-8.
- Gute Medizin, schlechte Medizin: Wie Sie sinnvolle Therapien von unnötigen und schädlichen unterscheiden lernen. Riva, München, 2018, ISBN 978-3-7423-0440-7
- Tödliche Medizin und organisierte Kriminalität Riva, München, 2019, ISBN 978-3-7423-1161-0